# Heinrich Wolff
Heinrich Wolff, född 1 januari 1813 i Frankfurt am Main, död 24 juli 1898 i Leipzig, var en tysk violinist.
I London, dit Wolffs familj överflyttade när han var två år, fick han undervisning i violinspel redan vid fem års ålder, först för en holländsk artist, vid namn Binger, senare för Paolo Spagnoletti, som var förste violinist vid italienska operan. Han gjorde så stora framsteg att han redan vid nio års ålder kunde låta höra sig offentligt vid en musikfest i Bath. I Frankfurt am Main utbildade han sig slutligen under François Fénnys ledning. Slutligen studerade han violin och kontrapunkt för Josef Mayseder och Ignaz von Seyfried i Wien. Därefter ansåg han sig mogen för offentligt uppträdande och gjorde turnéer genom en rad europeiska länder. I Stockholm uppträdde han vid en konsert på Kungliga Teatern i maj 1838. Samma år kallade honom Kungliga Musikaliska Akademien till sin ledamot. Han utgav några kompositioner för sitt instrument.